# Przypuszczenie
Przypuszczenie – w matematyce przypuszczenie jest niedowiedzionym twierdzeniem, które wydaje się poprawne.

## Znane przypuszczenia
Bardzo znanym przypuszczeniem było wielkie twierdzenie Fermata. Przez ponad 300 lat opierało się próbom dowodu, aż Andrew Wiles, matematyk z Uniwersytetu Princeton, ostatecznie dowiódł go w 1995 roku i teraz może być ono już we właściwy sposób nazywane twierdzeniem.
Inne znane przypuszczenia to: problem Collatza, hipoteza Poincarégo (udowodniona przez Grigorija Perelmana), hipoteza Goldbacha.

## Kontrprzykłady
Matematyka formalna opiera się na prawdach dowodliwych. W matematyce dowolna liczba przykładów pokazujących prawdziwość przypuszczenia, niezależnie od tego jak liczna, jest niewystarczająca do pokazania prawdziwości, jako że wystarczy jeden kontrprzykład, aby natychmiastowo obalić przypuszczenie. Przypuszczenia obalone przez kontrprzykład bywają nazywane fałszywymi przypuszczeniami (por. hipoteza Pólyi)
Czasopisma matematyczne publikują czasami pomniejsze rezultaty grup badawczych, które rozwinęły dany temat. Na przykład problem Collatza, w którym rozważa się, czy pewne ciągi liczb naturalnych kończą się liczbą 1, został sprawdzony dla wszystkich liczb naturalnych aż do 5,764 × 1018.

## Użycie przypuszczeń w dowodach warunkowych
Czasem przypuszczenie jest nazywane hipotezą, gdy jest wielokrotnie używane jako założenie w dowodach innych twierdzeń. Na przykład hipoteza Riemanna jest przypuszczeniem z dziedziny teorii liczb, które (oprócz innych rzeczy) wiele mówi o rozkładzie liczb pierwszych. Uprzedzając ewentualny dowód hipotezy Riemanna, niektórzy matematycy opracowali kolejne dowody oparte na prawdziwości tego przypuszczenia, nazywane dowodami warunkowymi (tymczasowo założona jest prawdziwość przypuszczenia). Takie „dowody” stałyby się nieprawdziwe w momencie obalenia przypuszczenia, więc istnieje silna motywacja za weryfikacją prawdziwości przypuszczeń tego typu.

## Nierozstrzygalne przypuszczenia
Nie każde przypuszczenie zostaje ostatecznie rozstrzygnięte. Zostało wykazane, że hipoteza continuum jest niezależna od ogólnie przyjętych aksjomatów teorii mnogości. Jest zatem możliwe przyjęcie tego przypuszczenia (albo jego zaprzeczenia) jako nowego aksjomatu.